# Wartling
Wartling – wieś w Anglii, w hrabstwie East Sussex, w dystrykcie Wealden. Leży 80 km na południowy wschód od Londynu. W 2007 miejscowość liczyła 396 mieszkańców.